# Стефан Да Коста
Стефан Да Коста (фр. Stéphane Da Costa; 11 липня 1989, м. Париж, Франція) — французький хокеїст польського походження, центральний нападник. Виступає за «Автомобіліст» (Єкатеринбург) (КХЛ). 
Виступав за «Техас Торнадо» (NAHL), «Су-Сіті Маскетієрс» (ХЛСШ), «Меррімек Колледж» (NCAA), «Бінгхемптон Сенаторс» (AHL), «Оттава Сенаторс», ЦСКА Москва, «Женева-Серветт», «Автомобіліст» (Єкатеринбург), «Локомотив» (Ярославль), Ак Барс (Казань).
В чемпіонатах НХЛ — 47 матчів (7+4).
У складі національної збірної Франції учасник чемпіонатів світу 2009, 2010, 2011 і 2012. У складі молодіжної збірної Франції учасник чемпіонатів світу 2008 (дивізіон I) і 2009 (дивізіон I). У складі юніорської збірної Франції учасник чемпіонату світу 2006 (дивізіон I).
Брати: Габріель Да Коста, Тедді Да Коста.